# 調色板城大摩天輪
調色板城大摩天輪（日语：パレットタウン大観覧車）是曾位於日本東京都江東區青海一丁目的調色板城內的摩天輪，高115（377英尺），直徑100（330英尺），16分鐘一圈，夜間燈光有超過100种色彩。1999年開始營業時曾是世界上最高的摩天輪，后被鑽石與花大摩天輪和紅馬摩天輪超越。由于整个調色板城關閉，調色板城大摩天輪在2022年8月底停止运营。

## 外部連接
- 官方网站 （日語）

| 前任： 天保山大摩天輪 | 世界最高摩天輪 1999-2000 | 繼任： 倫敦眼 |

Template:東京臨海副都心景點
35°37′35″N 139°46′56″E / 35.6263915°N 139.7822902°E